# Karl-Heinz Scherfling
Karl-Heinz Scherfling (Gelsenkirchen, 6 de setembro de 1918 — Mol, 21 de julho de 1944) foi um piloto de caça alemão da Luftwaffe e recebeu a Cruz de Cavaleiro da Cruz de Ferro durante a Segunda Guerra Mundial. Scherfling foi creditado com 33 vitórias, todas as suas vitórias foram registradas à noite.

## Carreira
Scherfling nasceu em 6 de setembro de 1918 em Gelsenkirchen, no Vale do Ruhr. Tendo se juntado à Luftwaffe em 1938, Scherfling foi designado para servir junto ao III./Nachtjagdgeschwader 1 (NJG 1) no final de 1940. Um dos pioneiros dessa força de combate, ele alcançaria sua primeira vitória na noite de 31 de março para 1 de abril de 1941; um bombardeiro bimotor Vickers Wellington da RAF próximo a Groningen. Alguns dias mais tarde, na noite de 9 para 10 de abril, Scherfling obteve sua segunda vitória ao derrubar um bombardeiro Short Stirling da RAF perto de Lingen, o primeiro quadrimotor a ser abatido pela força de caças noturnos da Luftwaffe.
Na primavera de 1942, Scherfling foi transferido para o 5./Nachtjagdgeschwader 2 (NJG 2) e no final de 1942 obteve um total de seis vitórias. O 5./NJG 2 foi redesignado como 10./NJG 1 logo depois. Na noite de 23 para 24 de maio de 1943, Scherfling abateu mais dois quadrimotores da RAF, que se tornaram suas 10.ª e 11.ª vitórias. Outros três bombardeiros quadrimotores britânicos Avro Lancaster caíram sob o fogo de suas armas na noite de 25 para 26 de junho de 1943 (15ª a 17ª vitórias). Na noite de 13 para 14 de julho de 1943, Scherfling alcançou sua 20.ª vitória, quando abateu um quadrimotor Halifax inglês sobre Utreque.
Condecorado com o Troféu de Honra da Luftwaffe em 9 de agosto e com a Cruz Germânica em Ouro em 16 de outubro (quando somava 21 vitórias), sendo designado para servir junto ao 12./NJG 1 em outubro de 1943. O Oberfeldwebel Scherfling recebeu a Cruz de Cavaleiro da Cruz de Ferro em abril de 1944 por 29 vitórias.
Na noite de 20 para 21 de julho de 1944, Scherfling registrou sua 33.ª e última vitória, logo depois seu Bf 110 G-4 (W.Nr. 730 218—número de fábrica) foi abatido e morto perto de Mol, Bélgica, por um caça noturno Mosquito do Esquadrão N.º 169, pilotado por W/C N.B.R. Bromley e F/L P.V. Truscott. O Bordschütze de Scherfling também foi morto no combate, mas seu Bordfunker sobreviveu gravemente ferido.

## Condecorações
- Cruz de Ferro (1939)
  - 2ª classe
  - 1ª classe
- Troféu de Honra da Luftwaffe (9 de agosto de 1943)
- Cruz Germânica em Ouro (16 de agosto de 1943)
- Cruz de Cavaleiro da Cruz de Ferro (8 de abril de 1944) como Oberfeldwebel e piloto no 12./NJG 1 [2]